# Richard Yates junior

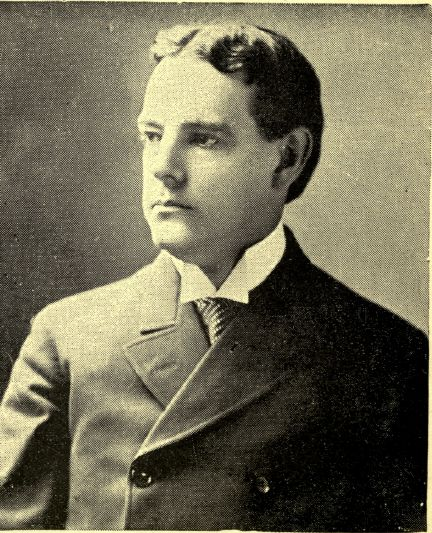
Richard Yates

Richard Yates, Jr. (* 12. Dezember 1860 in Jacksonville, Illinois; † 11. April 1936 in Springfield, Illinois) war ein US-amerikanischer Politiker und von 1901 bis 1905 der 22. Gouverneur von Illinois. Außerdem vertrat er diesen Bundesstaat als Abgeordneter im Kongress.

## Frühe Jahre und politischer Aufstieg
Richard Yates Jr. war der Sohn von Richard Yates senior, der während des Bürgerkrieges Gouverneur von Illinois war. Bis 1880 besuchte Yates das Illinois College. Anschließend studierte er an der University of Michigan Jura. Nach erfolgreichem Examen und seiner Zulassung als Anwalt im Jahr 1884 praktizierte er in Jacksonville. Zwischen 1878 und 1883 war er Zeitungsverleger und brachte zwei Lokalzeitungen heraus. Im Jahr 1885 wurde Yates für die nächsten fünf Jahre Anwalt der Stadt Jacksonville. Zwischen 1894 und 1897 war er Richter im Morgan County und von 1897 bis 1900 fungierte er als Leiter des Bundesfinanzamts in Springfield. Im Jahr 1900 wurde er von der Republikanischen Partei als Kandidat für die anstehende Gouverneurswahlen nominiert.

## Gouverneur von Illinois
Nach erfolgreicher Wahl trat Yates sein neues Amt am 14. Januar 1901 an. In seiner vierjährigen Amtszeit musste er sich 1902 mit Rassenunruhen im Saline County auseinandersetzen. Zur Wiederherstellung der Ordnung und zum Schutz der schwarzen Bevölkerung wurde deshalb die Nationalgarde eingesetzt. Eine Gesetzesvorlage zur Legalisierung von Pferderennen in Illinois wurde vom Gouverneur mit dessen Veto gestoppt. Am 15. Mai 1903 wurde in Illinois ein Gesetz gegen Kinderarbeit verabschiedet. Illinois war der erste US-Bundesstaat, der den 8-Stunden-Tag und die 48-Stunden-Woche für Kinderarbeit einführte. Das war für die damalige Zeit schon ein Fortschritt. Im Dezember 1903 wurden in Chicago bei einem Feuer in einem Theater 571 Menschen getötet. Als Folge wurden nicht nur in Illinois, sondern in den gesamten Vereinigten Staaten die Sicherheitsbedingungen gesetzlich verbessert.

## Weiterer Lebenslauf
Im Jahr 1904 bewarb sich Yates erfolglos um eine erneute Nominierung seiner Partei für das Amt des Gouverneurs. Daher musste er am 9. Januar 1905 aus seinem Amt ausscheiden. Er blieb aber auch in den folgenden Jahren politisch aktiv. Sowohl 1908 als auch 1912 bewarb er sich erfolglos um eine Rückkehr in das Amt des Gouverneurs. Von 1914 bis 1917 war er Mitglied des staatlichen Versorgungssausschusses (Public utilities commission). Dann war er zwei Jahre lang stellvertretender Attorney General von Illinois. Zwischen 1919 und 1933 vertrat er seinen Staat im US-Repräsentantenhaus. Nach dem Ausscheiden aus dem Kongress zog er sich nach Springfield zurück, wo er seine Memoiren schrieb und schließlich auch starb. Er war mit Helen Wadsworth verheiratet, mit der er zwei Kinder hatte.